# Datsun Go
Datsun Go/Go+ — це міський автомобіль та компактвен з місткістю «5+2», які випускалися японським автовиробником Nissan під брендом Datsun (який був відроджений у 2013 році) між 2014 і 2022 роками. 
Названий на честь «Dat-Go», першого автомобіля Datsun, випущеного на початку 20 століття,  Go був доступний на ринках, що розвиваються, таких як Індія, Південна Африка та Індонезія. 
Він побудований на тій самій платформі V, що й Nissan Micra/March K13, від якої успадкував більшу частину своїх компонентів.  
У 2018 році Nissan представив кросовер під назвою Datsun Cross, який був представлений як концепт-кар Datsun Go-cross у 2015 році. Cross був доступний лише в Індонезії.

## Опис

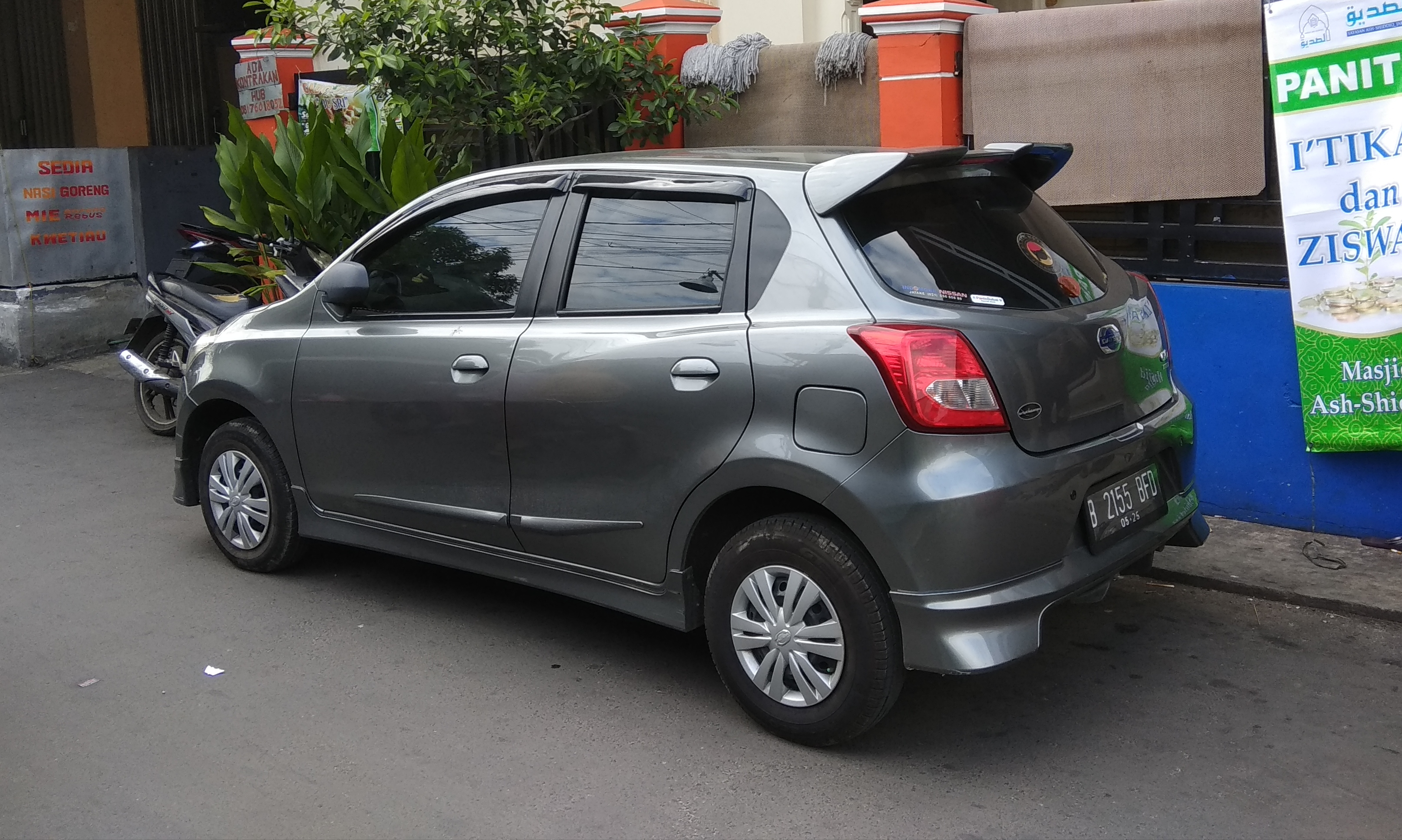

Go був представлений світовому ринку в Делі, Індія, 15 липня 2013 року,  а продажі в Індії розпочалися на початку 2014 року.  
Він був представлений у Джакарті, Індонезія, 17 вересня 2013 року  і розпочався продаж у середині 2014 року в рамках програми уряду Індонезії «Локвартість зелених автомобілів» (LCGC).
Go оснащений 1,2-літровим (1198 куб. см) трициліндровим двигуном DOHC з електронним уприскуванням палива, таким самим, як і в Micra. Він видає 67 к.с. (50 кВт)  та 104 Н⋅м крутного моменту.
Go для індонезійського ринку офіційно замінив кросовер Nissan Magnite на початку 2021 року, після того як Nissan припинив виробництво Go у 2020 році. 

Виробництво серії Go у всьому світі припинилося у 2022 році, оскільки бренд Datsun вдруге припинив свою діяльність. 

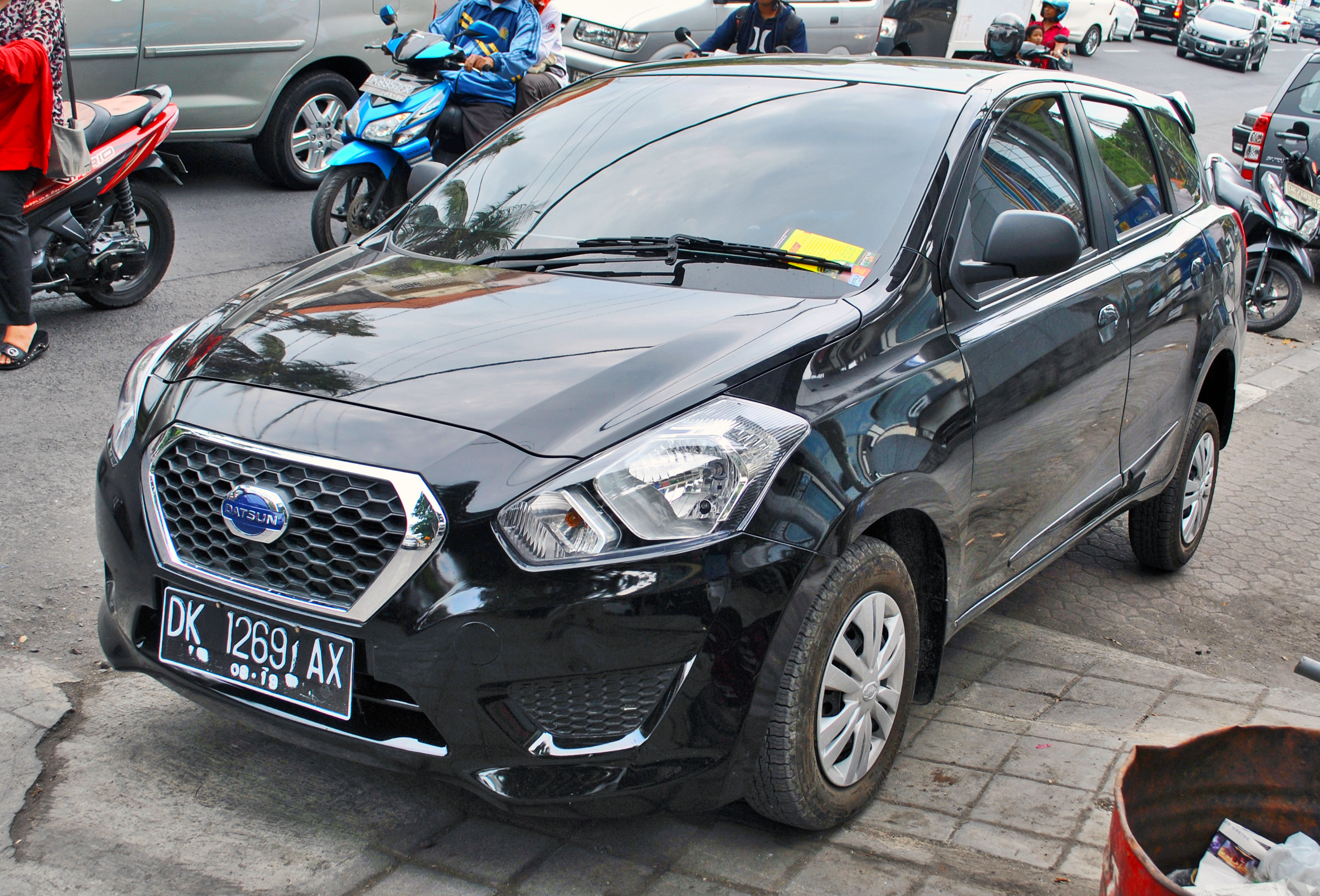
Go+
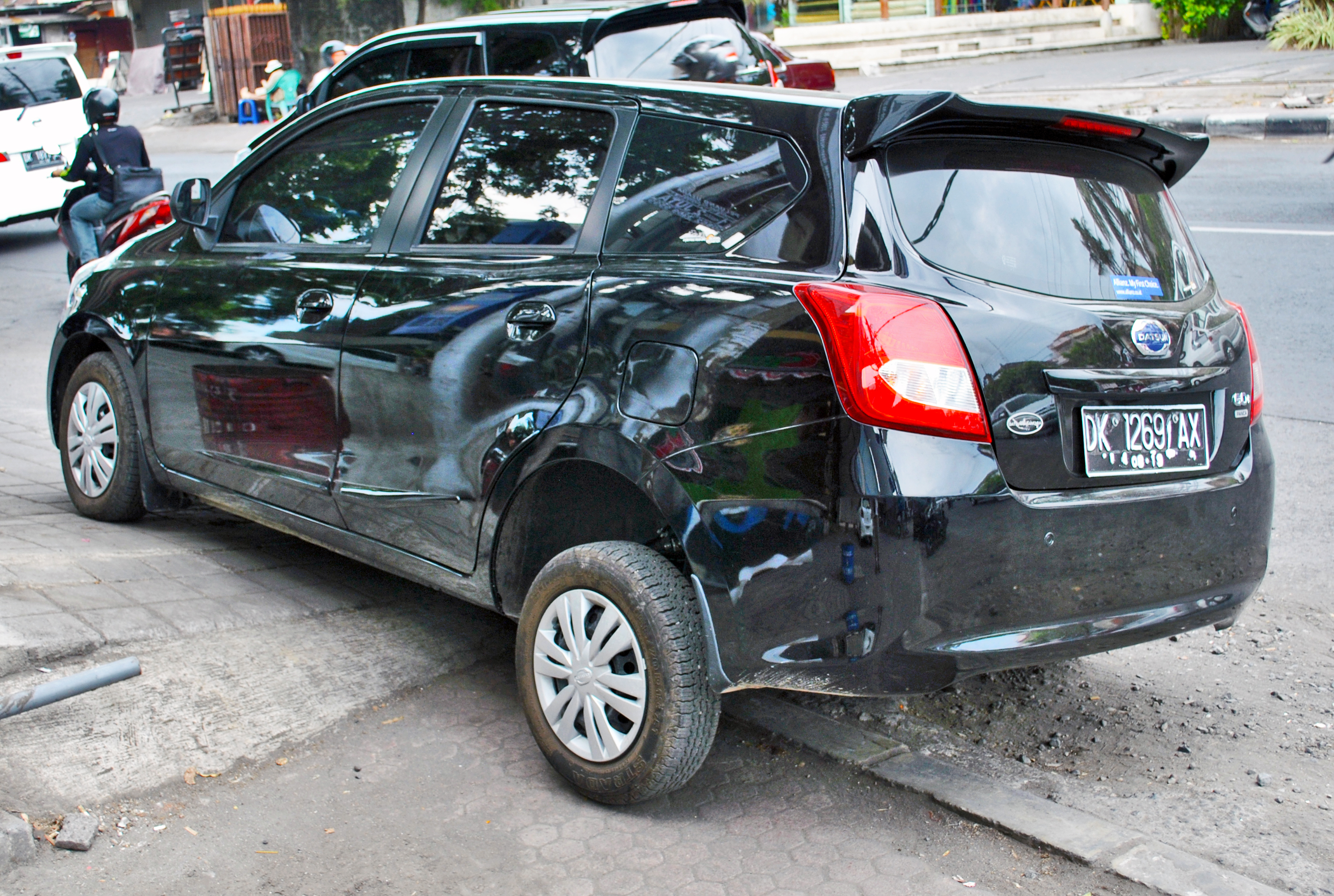
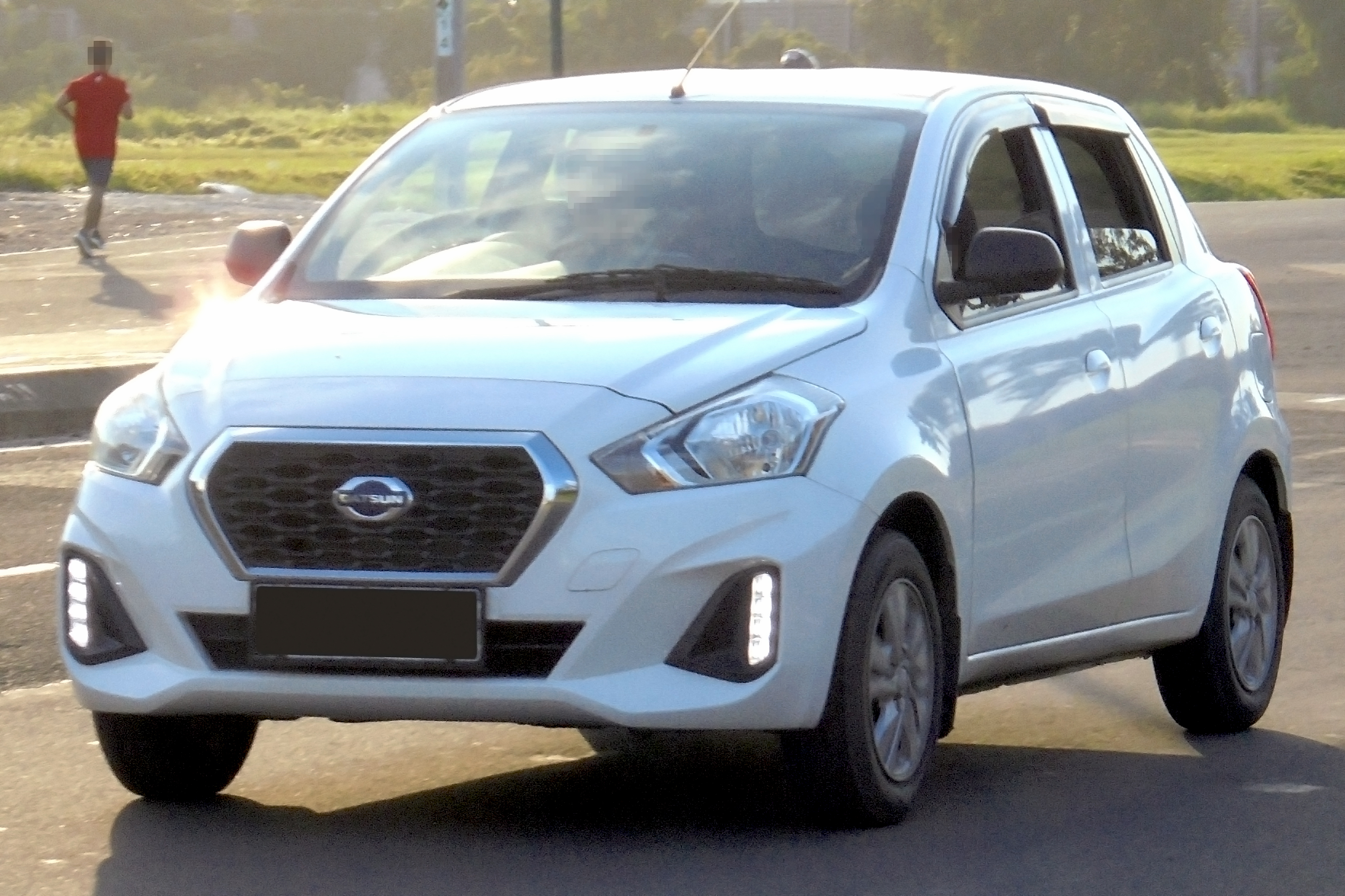
Рестайлінг (Go)

## Datsun Cross

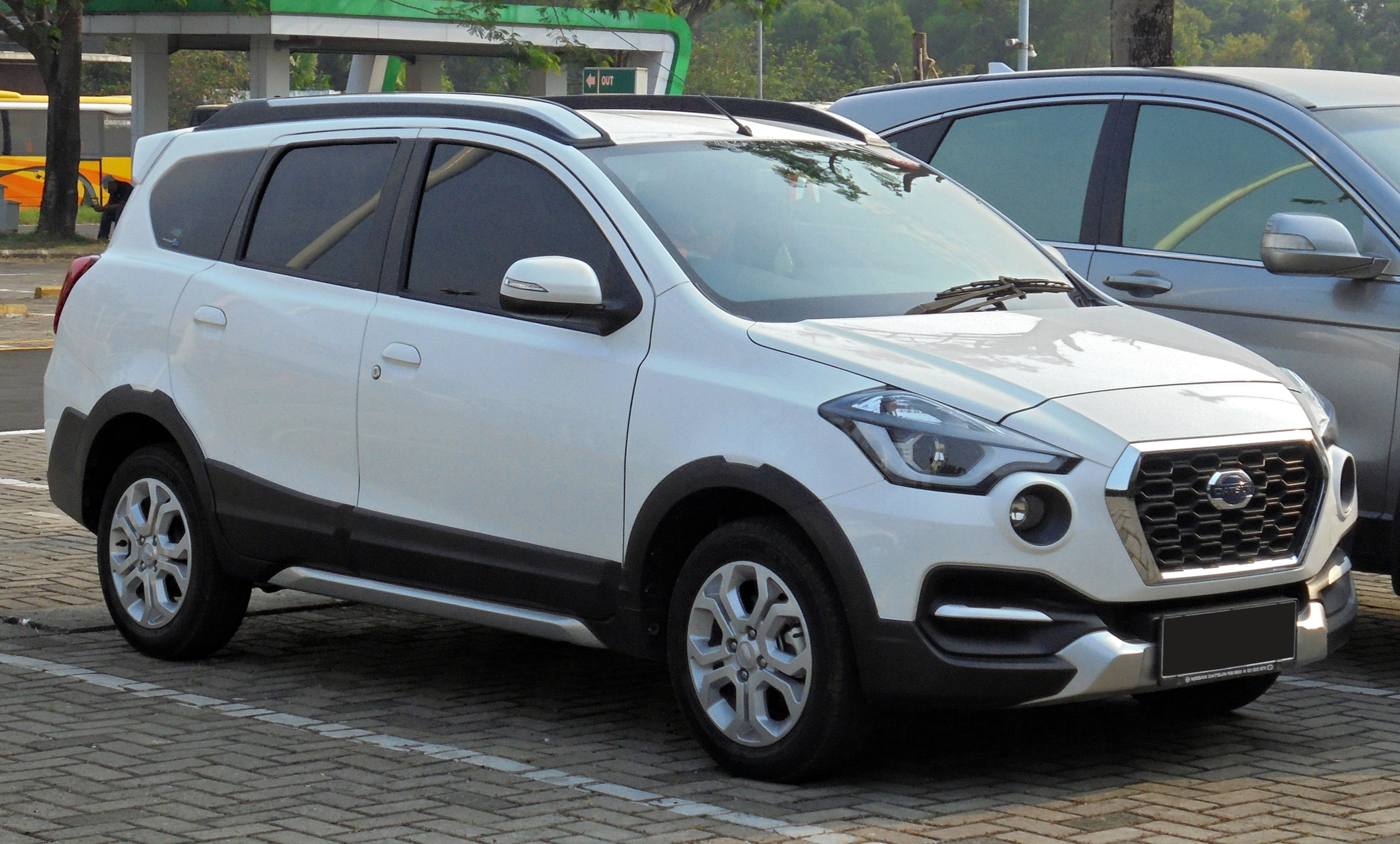
2018 Datsun Cross 1.2 AD0

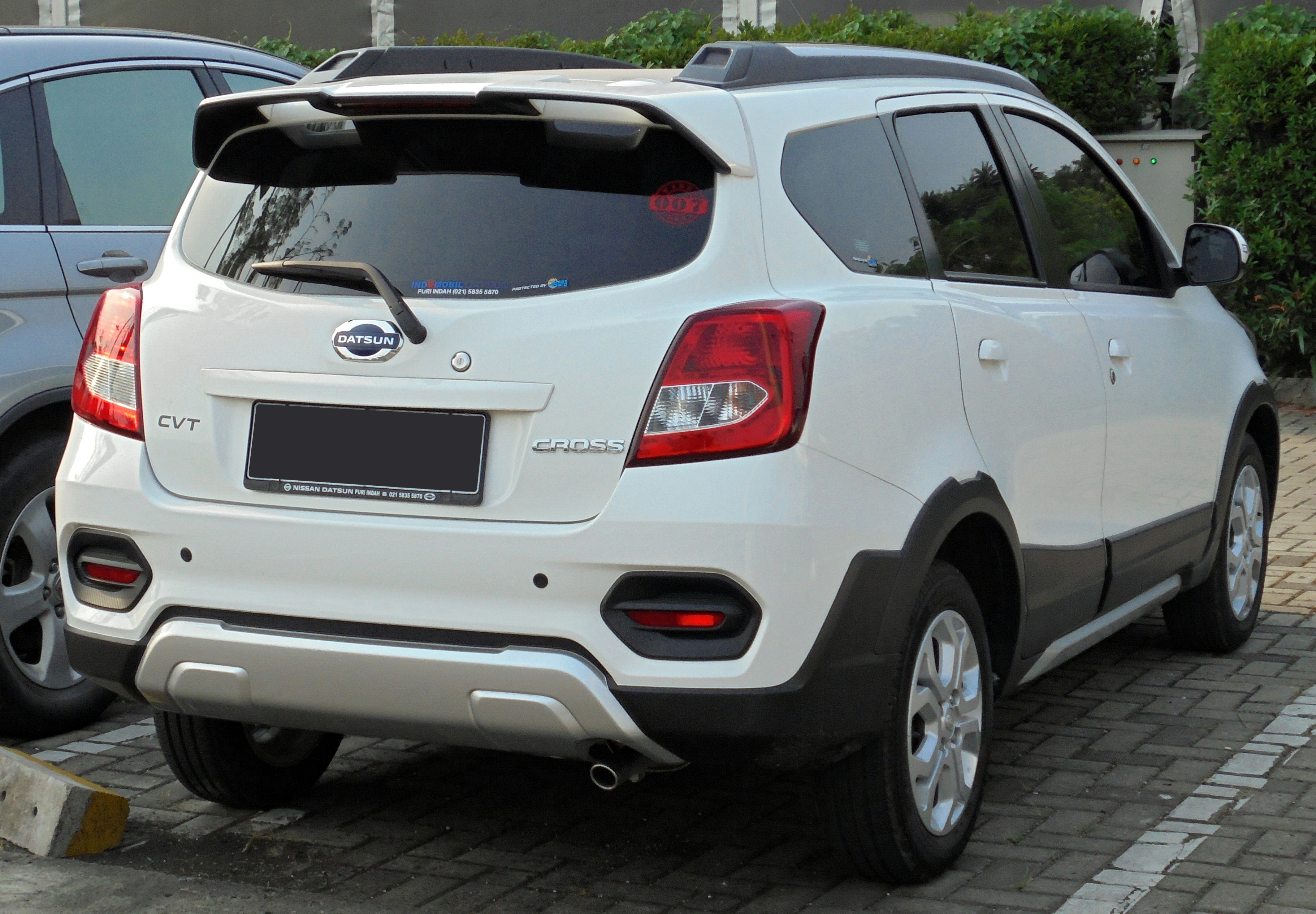

Datsun Cross — це варіант Go+, натхненний кросовером. Він був запущений в Індонезії 18 січня 2018 року  після попереднього перегляду концепт-кара під назвою Datsun Go-cross Concept на Токійському автосалоні 2015 року в жовтні, на автосалоні Auto Expo 2016 року в Індії в лютому та на Індонезійському міжнародному автосалоні 2016 року в серпні.  
Модель не включена до програми стимулювання «Легкові екологічні автомобілі» через те, що її ціна перевищує необхідний діапазон.

## Безпека
Під час краш-тесту в Індії у 2014 році Go без подушок безпеки та ABS отримав нульову оцінку від Global NCAP, що спонукало голову NCAP Макса Мослі звернутися з листом до генерального директора Renault-Nissan Карлоса Гона з проханням вилучити автомобіль з ринку, оскільки він був повністю пошкоджений під час тесту.
Африканська версія Go+ з подушкою безпеки водія та без ABS отримала 1 зірку для дорослих пасажирів та 2 зірки для немовлят від Global NCAP у 2017 році (аналогічно до Latin NCAP 2013).

## Нагороди
На церемонії вручення премії Frost & Sullivan Automotive Awards 2016 року модель Go+ отримала нагороду «Індонезійський автомобіль року за співвідношення ціни та якості» за свою частку ринку, інновації продукту, а також маркетингові та бізнес-стратегії.

## Продажі
З моменту запуску в 2014 році до травня 2015 року в Індонезії було продано майже 30 000 одиниць Go та Go+, з яких 70 відсотків припадало на Go+.